# Alfredo Ferreira
José Alfredo Ferreira (Esquina, 29 de abril de 1863-Buenos Aires, 21 de mayo de 1938) fue un político y pedagogo argentino. Se lo reconoce como uno de los mayores promotores de reformas pedagógicas tanto en su provincia natal, Corrientes, como también en el resto del país.

## Biografía
Nació en el seno de una familia tradicional argentina, siendo hijo de Saturnino Ferreira y María del Socorro Acevedo. Comenzó sus estudios primarios en una escuela de su localidad natal. Al poco tiempo, teniendo cinco años, queda huérfano de padre y su madre lo envía a Corrientes para estudiar como pupilo en el Colegio Nacional de la ciudad y en la Escuela Normal, donde obtiene los títulos de bachiller y el magisterio, donde es educado bajo influencia de la pedagogía irlandesa y con influencia de las ideas de Santiago Fitz Simon, entre otros pedagogos, como Pestalozzi, Friedrich Fröbel o Domingo Faustino Sarmiento.
Cuando regresa a su pueblo natal funda una escuela a la que bautiza como Horace Mann, en homenaje al político y pedagogo estadounidense, él mismo se encargó de traducir obras de Mann. Este sería su punto de partida en el mundo de la pedagogía que lo llevaría a ser director de diversas escuelas en todo el país, comenzando por la Escuela Fiscal de Varones de su pueblo en 1882, la Escuela de Artes y Oficios de San Martín en la provincia de Buenos Aires, la primera con estas características, como también a desempeñarse como vicedirector de la Escuela Normal Mixta de Mercedes, en 1887.
En 1889, cuando se traslada a Buenos Aires por haber sido designado inspector de distrito, funda el Colegio Nacional Domingo F. Sarmiento. Para ese entonces era considerado un referente en materia de pedagogía, publicando sus ideas en La Nación, en las que proponía un diseño del sistema educativo argentino con la supresión de exámenes anuales y donde también aborda perspectivas filosóficas, llegando a adherir fuertemente a posturas positivistas. En aquellos años se doctoró en jurisprudencia rindiendo exámenes libres en la Universidad de Buenos Aires y fue activo integrante de la masonería argentina, promoviendo estos principios. Fue fundador, en aquel tiempo, de la revista La Nueva Escuela, junto con Pablo Pizzurno.
Volvió a Corrientes al ser designado director general de Escuelas y Presidente del Consejo Superior de Educación de la provincia, cargos que ocupa de 1894 a diciembre de 1897, durante la gestión de Valentín Virasoro. En su cargo se destaca por la creación de escuelas, el apoyo al laicismo escolar, bibliotecas públicas y por la fundación del Museo de Ciencias Naturales de Corrientes, designando como director del mismo a Pedro Scalabrini, con quien fundó una revista positivista. Con el mismo Scalabrini funda el Banco Popular de Corrientes. Posteriormente es designado Ministerio de Hacienda e Instrucción Pública, cargo que ocupa entre 1897 y 1899, bajo el gobierno de Juan Esteban Martínez.
Fue dos veces Inspección General de Enseñanza Secundaria, Normal y Especial, siendo ministro Osvaldo Magnasco a finales del siglo XIX y nuevamente con el ministro Juan Ramón Fernández, a principios del siglo XX. En 1901 es elegido como diputado nacional por la provincia de Corrientes, por el Partido Liberal de Corrientes, destacándose de esa época un proyecto para la reforma integral de la educación primaria en Argentina.
Fue profesor en el Colegio Militar de la Nación y en la Universidad Nacional de La Plata, donde enseñó pedagogía, filosofía e historia. Siempre estuvo vinculado al positivismo, encomendado a publicaciones sobre pedagogía, e incluso adhirió a las ideas de Herbert Spencer.
Falleció en Buenos Aires y sus restos fueron sepultados en el cementerio de la Recoleta. Se le rindieron varios homenajes, ya que varias escuelas argentinas llevan su nombre, siendo la primera una escuela del barrio porteño de Floresta, y varias escuelas en Corrientes llevan su nombre. Su casa de Esquina fue convertida posteriormente en museo.

## Familia y vida privada
Ferreira se encontraba casado con Lidia Contte, también perteneciente a una familia tradicional correntina. Sufría de asma desde niño, siendo sometido a ejercicios por parte de sus padres que le permitieron conllevar sus problemas pulmonares.